# リチャード・ホーリー

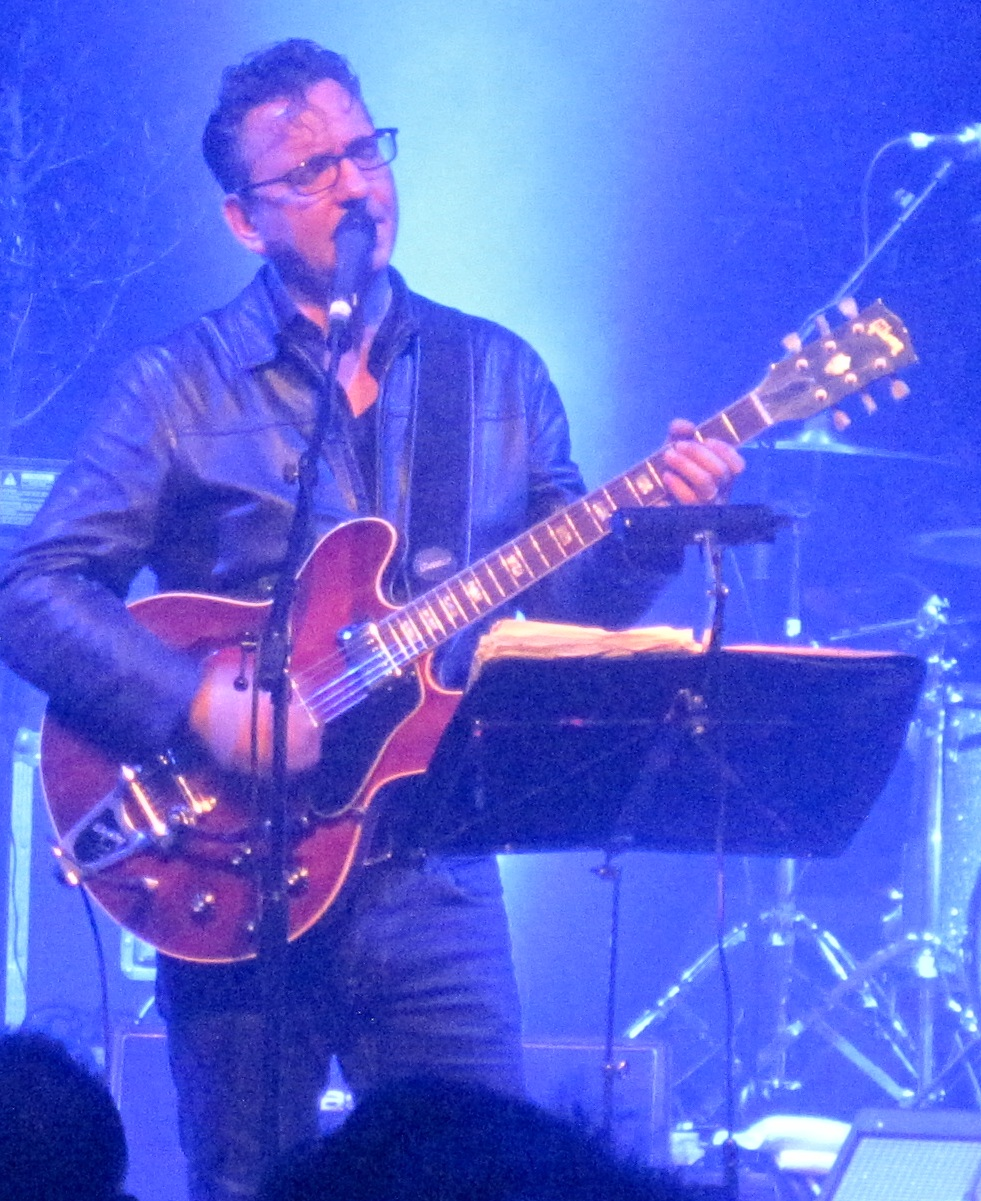

リチャード・ウィリス・ホーリー (Richard Willis Hawley, 1967年1月17日 - )は、イギリス・シェフィールド出身のシンガーソングライター、ギタリスト、プロデューサー。Treebound Story やLongpigsのメンバーとして活動した後にソロデビュー。  アルバム『Coles Corner』(2005年)と『Standing at the Sky’s Edge』(2012年)で2度、マーキュリー賞にノミネートされる。 1998年からはPulpにツアーサポートとして短期間参加した。日本語で「リチャード・ハーレイ」と表記されることがあるが、これは誤り。 